# Lữ Lương
Lữ Lương (tiếng Trung: 吕梁市), Hán Việt: Lữ Lương thị, là một địa cấp thị tại tỉnh, Sơn Tây, Cộng hòa Nhân dân Trung Hoa. Lữ Lương có diện tích 21.143 km² và dân số 3,5 triệu người.

## Các đơn vị hành chính
Địa cấp thị Lữ Lương quản lý các đơn vị thị hạt khu (quận nội thành) và các huyện:

### Cácquận nội thành
- Ly Thạch (离石区)

### Cácthành phố cấp huyện
- Thành phố cấp huyện Hiếu Nghĩa (孝义市)
- Thành phố cấp huyện Phần Dương (汾阳市)

### Cáchuyện
- Văn Thủy (文水县)
- Trung Dương (中阳县)
- Hưng huyện (兴县)
- Lâm huyện (临县)
- Phương Sơn (方山县)
- Liễu Lâm (柳林县)
- Lam huyện (岚县)
- Giao Khẩu (交口县)
- Giao Thành (交城县)
- Thạch Lâu (石楼县)